# Целеполагание
Целеполага́ние — процесс выбора одной или нескольких целей с установлением параметров допустимых отклонений для управления процессом осуществления идеи. Часто понимается как практическое осмысление своей деятельности человеком с точки зрения формирования (постановки) целей и их реализации (достижения) наиболее экономичными (рентабельными) средствами, как эффективное управление временным ресурсом, обусловленным деятельностью человека.
Целеполагание — первичная фаза управления, предусматривающая постановку генеральной цели и совокупности целей (дерева целей) в соответствии с назначением (миссией) системы, стратегическими установками и характером решаемых задач.
Термин «целеполагание» применяется для именования краткосрочных обучающих курсов — тренингов, — популярных в бизнес-среде, изучающих системы планирования, методики управления временем, в результате которых должны достигаться:
- умение планировать рабочее время с учётом ближних и дальних перспектив, с учётом важности задач;
- способность к выявлению оптимальных путей в решении задач;
- умение правильно устанавливать цели и достигать их.

Результатом целеполагания в производстве и сервисе является увеличение производительности труда и снижение совокупной стоимости владения решением.